# Opiumtinktur

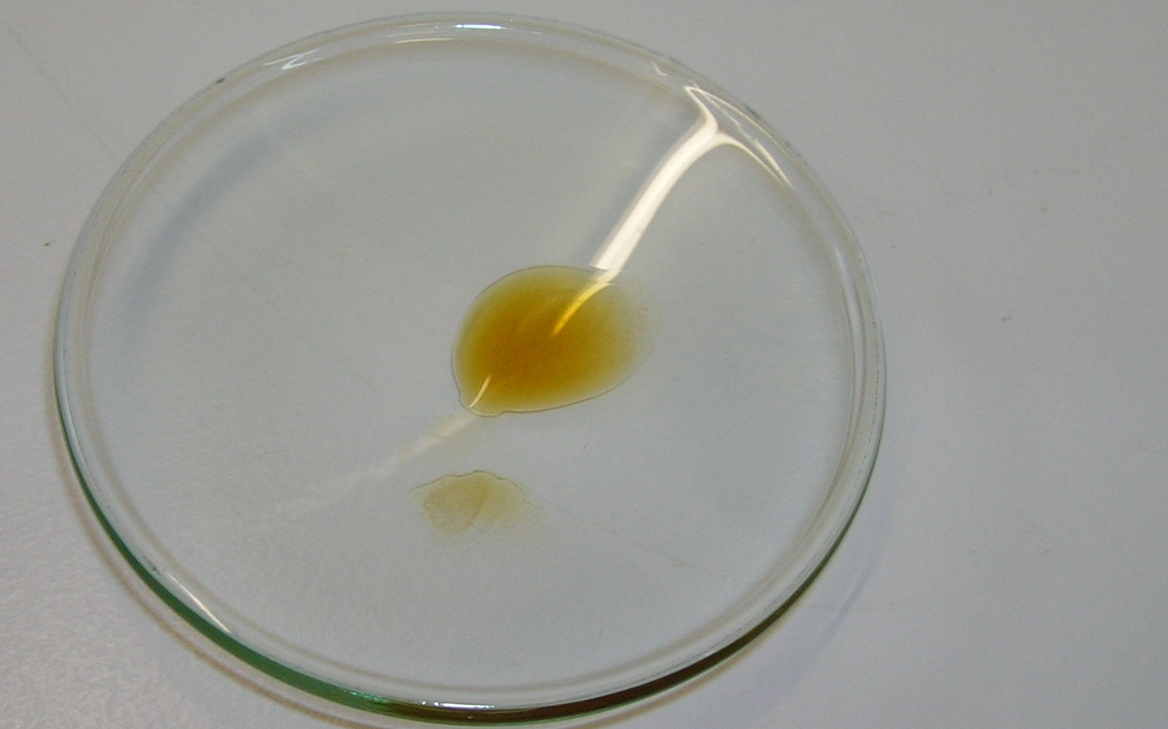
Opii tinctura normata nach Ph. Eur. auf einer Uhrglasschale

Opiumtinktur (lateinisch Tinctura Opii) ist eine alkoholische Lösung von Opium. Sie wurde bis ins frühe 20. Jahrhundert häufig verordnet, heute nur noch selten. Bis ins 19. Jahrhundert wurde sie auch als Laudanum, Mohnsaft (Laudanum liquidum) oder Meconium (auch Mecon) bezeichnet.
Sie wird als Ausgangsstoff für ein in der Apotheke hergestelltes Arzneimittel (Magistralrezeptur) verwendet. Opiumtinktur ist auch als Fertigarzneimittel verfügbar. Opiumtinktur unterliegt den Vorschriften des Betäubungsmittelgesetzes (BtMG). Sie kann als Zweitlinientherapie (Second-Line-Therapie) zur Ruhigstellung des Darmes bei schweren Diarrhoen verschrieben werden, wenn nach Abschluss der ersten Behandlung (Erstlinientherapie) ein Therapieerfolg ausbleibt.

## Gewinnung
Opiumtinktur wird aus dem getrockneten Milchsaft der unreifen Samenkapseln des Schlafmohns (Papaver somniferum) gewonnen, danach wird der Wirkstoffgehalt in der Tinktur standardisiert. Die Wirkstoffe liegen in der Tinktur wie auch im Milchsaft der Pflanze u. a. an Mekonsäure gebunden vor.

## Zusammensetzung und Zubereitung
Die Zusammensetzung der Opiumtinktur ist seit über 100 Jahren unverändert und im Europäischen Arzneibuch (Ph. Eur 9.0) standardisiert. Das Opium wird in einer Mischung aus Alkohol (31–34 Vol%) und Wasser gelöst, die alle Alkaloide des Schlafmohns enthält. Der Gehalt an den enthaltenen Wirkstoffen, wie Morphin (1 %), Codein, Thebain, Noscapin (= Narcotin), Papaverin, Narcein u. a., ist in der Tinktur standardisiert.
Seit August 2018 ist Opiumtinktur unter dem Handelsnamen Dropizol (ATC Code A07DA02, Gruppe Motilitätshemmer) als Fertigarzneimittel in drei Packungsgrößen (1 × 10 ml, 4 × 10 ml, 10 × 10 ml) in Deutschland verfügbar. Es ist zugelassen zur Behandlung schwerer Durchfälle bei Erwachsenen (z. B. bei Diarrhö durch Zytostatika, Bestrahlung oder neuroendokrine Tumoren), wenn durch Anwendung anderer Antidiarrhoika keine ausreichende Wirkung erzielt wurde (Fachinformation August 2019).
In Deutschland gilt: Nach § 2 der Betäubungsmittelverschreibungsverordnung (BtMVV) darf der Arzt innerhalb von 30 Tagen für einen Patienten maximal 40.000 mg Opiumtinktur (40 g, entspricht ca. 40 ml) verschreiben. Dementsprechend beträgt laut Packungsgrößenverordnung die abgabefähige Höchstmenge für Opiumtinktur ebenfalls 40 ml (N3). Sofern kein Fertigarzneimittel zur Verwendung kommt, wird in der Apotheke aus der gelieferten Tinktur (Rezepturausgangsstoff) unter Schutzvorkehrungen nach einer Eingangskontrolle durch Geschmackskorrektur mit Zucker eine Rezeptur angefertigt. Diese darf (in einem geeigneten Gefäß mit kindergesichertem Verschluss und etikettiert) an den Patienten abgegeben werden.
Nach Anbruch liegt die Aufbrauchfrist nach Angaben des Deutschen Arzneimittel-Codex – Neues Rezepturformularium (DAC/NRF) bei vier Wochen nach erstmaliger Verwendung durch den Patienten.

## Geschichte

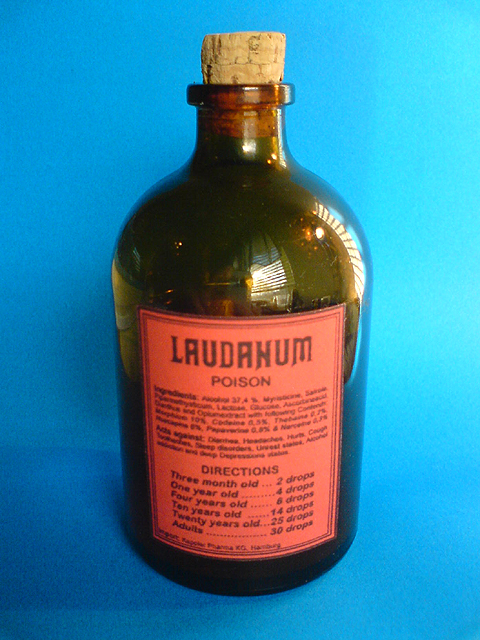
Laudanum, Medizinflasche 100 ml (19. Jahrhundert, Replika)

Als Meconium (aus dem Griechischen abgeleitet) wurde der den Blättern und Kapseln des Mohns entzogene Saft bezeichnet. (Später wurde das Wort bezogen auf das von Tieren und Menschen nach der Geburt aus dem Darm abgesonderte Mekonium, eine Mischung unter anderem aus Lebersekret und Schleim). Eine Opiumtinktur unter dem Namen Laudanum wurde in unterschiedlichen Zusammensetzungen unter anderem vom Arzt, Alchemisten und Naturforscher Paracelsus beschrieben. Er glaubte, mit dem Laudanum ein Allheilmittel erfunden zu haben, und nannte seine Tinktur daher auch „Stein der Unsterblichkeit“. Seine Hauptbestandteile waren zu etwa 90 Prozent Wein sowie Opium zu etwa 10 Prozent, die Zusammensetzung ist jedoch umstritten. Als weitere Zusätze werden Bilsenkraut, die gemeine Alraune und Tollkirsche genannt.
Die Wortherkunft ist nicht eindeutig geklärt. Viele Quellen verweisen auf lateinisch ladanum – die Bezeichnung für das Harz der Zistrose. Lateinisch laudare bedeutet wiederum „loben“. Möglicherweise wurden bei der Namensgebung diese beiden Bedeutungen zu einem Begriff zusammengezogen.
Seit seiner Erfindung im 16. Jahrhundert fand das Laudanum in Europa eine große Verbreitung. Während der nächsten Jahrhunderte erfreute es sich als Universaltonikum und Wunderdroge einer großen Beliebtheit. Seine herausragende Eigenschaft bestand allerdings nicht in einer lebensverlängernden, sondern vielmehr in seiner schmerzstillenden und beruhigenden Wirkung. Sogar Kindern wurde die verdünnte Tinktur bedenkenlos zur Ruhigstellung eingegeben.
Laudanum war frei verkäuflich und günstig, daher war es in allen Gesellschaftsschichten Europas sehr populär. Seine Verbreitung im 18. und 19. Jahrhundert lässt sich in etwa mit der von ASS in der heutigen Zeit vergleichen. Eine Zeit lang fand der Begriff auch als Synonym für Schmerzmittel allgemein Verwendung.

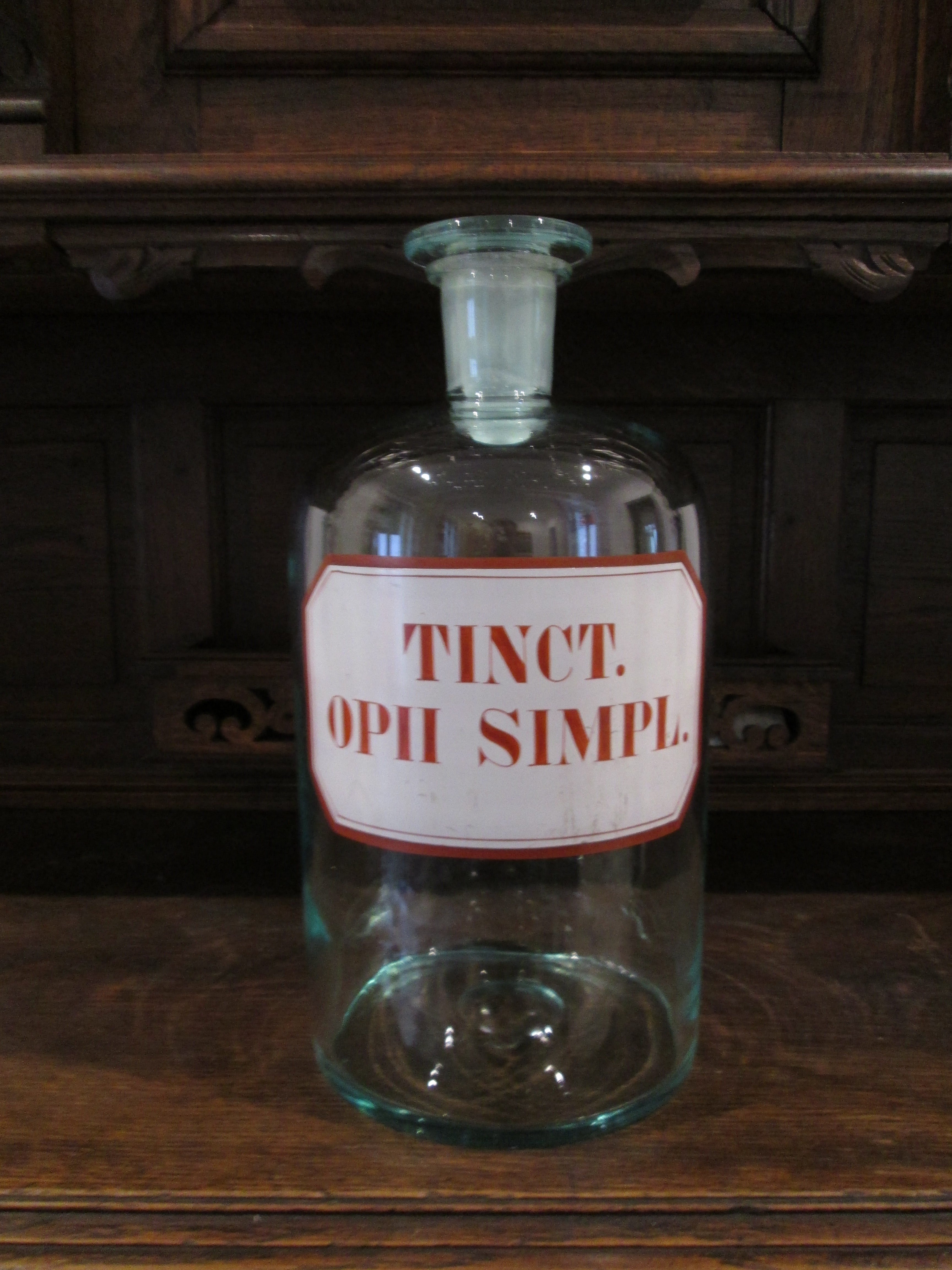
Opiumtinktur-Flasche mit 5 Litern Fassungsvermögen

In Schriftstellerkreisen kam das Laudanum teilweise zur Anregung der kreativen Fähigkeiten in Mode; der Dauergebrauch der Tinktur schien jedoch die eigene Kreativität eher auszulöschen. Zu den bekanntesten bekennenden Laudanumkonsumenten gehören u. a. der englische Lyriker Samuel Taylor Coleridge und der Schriftsteller Thomas de Quincey sowie der walisische Schriftsteller Edward Williams (bekannt als Iolo Morganwg). Alle drei litten offenbar über lange Zeit ihres Lebens unter einer starken Abhängigkeit. Der englische Autor Wilkie Collins verarbeitete seine eigenen Erfahrungen mit Opium in seinem Roman The Moonstone.
Der französische Dichter Charles Baudelaire (1821–1867) erwähnt seine „alte, schreckliche Geliebte“, die Laudanum-Flasche in dem Prosagedicht Das zweifache Zimmer, eins der Prosagedichte in Le Spleen de Paris (1857–1866).
Tatsächlich fand in der europäischen Gesellschaft erst ab dem 19. Jahrhundert eine ernsthafte Auseinandersetzung mit dem suchtbildenden und schädlichen Charakter eines dauerhaften Opiumkonsums und somit auch des Laudanums statt. Gegen Ende des 19. Jahrhunderts standen der Medizin zunehmend neue Mittel zur Verfügung, die die bedenklichen Opiate ersetzen konnten. Im Jahre 1920 verbot England schließlich per Gesetzesbeschluss die freie Verkäuflichkeit von Opiaten. 1929 trat in Deutschland das sogenannte Opiumgesetz in Kraft.
Im 20. Jahrhundert wurde als Laudanum eine Lösung von Alkohol, Opium, Safran, Gewürznelken- und Zimtessenzen angeboten.

## Verwendung und Risiken
Opiumtinktur fand früher und bis in das frühe 19. Jahrhundert breite Verwendung in der Medizin als schmerzstillendes und beruhigendes Medikament. Auch bei Depressionen wurde es häufig eingesetzt. So gab es Kliniken, die Depressionen bis in die 1970er Jahre mit Opium behandelten. Opiumtinktur ist bei Überdosierung oder versehentlichem Verschlucken durch Kinder gefährlich: Die Symptome einer Vergiftung ähneln stark denen einer Vergiftung mit Morphin und sind auch den dort verwendeten Maßnahmen und Antidoten, wie dem Wirkstoff Naloxon, einem sog. Opiatantagonisten, gut zugänglich.
Es gibt ältere Fallberichte und Fallserien zum therapeutischen Versuch mit stark verdünnter Opiumtinktur zur Behandlung des Neonatalen Abstinenzsyndroms (NAS; Opiatentzugssyndrom bei Neugeborenen), wobei dieses Vorgehen heute als obsolet gilt. Der Grund liegt darin, dass Opiumtinktur ein Gemisch aus Alkaloiden enthält und daher stärker mit unerwünschten Wirkungen gerechnet werden muss als bei der Verwendung der Reinsubstanz Morphin. Außerdem enthält die Tinktur etwa 33 % (V/V) Ethanol, der bei der Behandlung von Neugeborenen grundsätzlich als problematisch gilt.
Zugelassen ist die ärztliche Verschreibung von Opiumtinktur bei schweren Durchfällen, z. B. bei Diarrhö durch Zytostatika, Bestrahlung oder neuroendokrine Tumoren, wenn durch Anwendung anderer Antidiarrhoika keine ausreichende Wirkung erzielt wurde. Opiumtinktur greift im Magen-Darm-Trakt vor allem an μ-Opioid-Rezeptoren an, verringert die Darmmotilität, vermindert die Sekretion, verlangsamt die Darmperistaltik, und erhöht den Tonus des Analsphinkters. Untersuchungen des menschlichen Darms deuten darauf hin, dass 𝛿-Opioid- und 𝜅-Opinoid-Rezeptoren einen geringeren, aber potenziell klinisch bedeutsamen Beitrag zur Opioid-induzierten Hemmung der Muskelaktivität im Magen-Darm-Trakt haben. Die antidiarrhoische Wirkung der Opiumtinktur im Dickdarm unterliegt keiner Toleranzentwicklung (im Gegensatz zum schmerzhemmenden Effekt und dem Effekt auf die Motilität im oberen Gastrointestinaltrakt). Dies ist auf Unterschiede in der Signalübertragung und der Regulation des μ-Opioid-Rezeptors zurückzuführen.
Die durch Opiumtinktur möglicherweise behandelbaren schweren Durchfälle treten bei 50–80 % der Patienten auf, die chemotherapeutisch behandelt werden, vor allem bei der Behandlung von kolorektalen Karzinomen und gastrointestinalen Malignomen mit Fluoropyrimidinen und Irinotecan. Auch 20–70 % der Patienten, die sich einer Strahlentherapie des Bauchs oder Beckens unterziehen müssen, sind vorübergehend von schweren Durchfällen betroffen. In den aktuellen Leitlinien der Deutschen Gesellschaft für Hämatologie und Medizinische Onkologie e. V. (DGHO) wird die Empfehlung ausgesprochen: „bei Loperamid-refraktärer Diarrhoe können Opiumtropfen, Codein, Morphium oder Atropin eingesetzt werden.“
Auch Patienten mit Kurzdarmsyndrom (nach Erkrankung wie Colitis ulcerosa, Morbus Crohn, Trauma, oder vaskulären Ereignissen) leiden oft unter schwerem Durchfall. Träger eines Ileostomas haben oftmals sehr dünnflüssige Ausscheidungen, welche durch Opiumtinktur eingedickt werden, wenn andere Maßnahmen nicht greifen.
Die Dosen von Opiaten (vor allem Morphin) in der sogenannten Opiumtinktur sind bei der Behandlung des Durchfalls viel geringer als in der Schmerztherapie (im Mittel 5–15 mg/d versus 36 mg/d beim erwachsenen Menschen).
Die zentralen Wirkungen sind bei oraler Gabe deutlich geringer und seltener als nach parenteraler (s.c. oder i. m.) Gabe. Nebenwirkungen sind vor allem auch die bei Morphin auftretenden unerwünschten Wirkungen wie Verstopfung, Wirkungen auf die Psyche (meist Schläfrigkeit, Euphorie, gelegentlich auch Dysphorie), Müdigkeit, veränderte Geschmacksempfindungen, Schwindelgefühl, körperliche und psychische Abhängigkeit.

## Rechtliche Situation in Deutschland
Opiumtinktur ist in Deutschland wegen der suchtbildenden Wirkung als Betäubungsmittel eingestuft und darf nur auf speziellen Betäubungsmittelrezepten gemäß der Betäubungsmittelverschreibungsverordnung verordnet werden, wobei oben genannte Höchstmengen festgesetzt sind.
Das Landgericht Hamburg erließ zur Abgabe der Opiumtinktur am 4. Februar 2021 im Rechtsstreit zwischen dem Hersteller eines Fertigarzneimittels und einer Hamburger Apotheke ein Urteil. Die Apotheke dürfe Opiumtinktur als Rohstoff beziehen, allerdings nicht direkt ohne Veränderung der Wirksubstanz als Arzneimittel an Endkunden abgeben, sofern keine Zulassung vorliegt.
Denn das Abfüllen der Opiumtinktur stelle keine individuelle Rezeptur dar, sondern nur eine Neuverteilung ohne Abweichung von der Bulkware. Die Abgabe ist somit ein Verstoß gegen § 21 Abs. 1 AMG und es wird ein Fertigarzneimittel ohne die erforderliche Zulassung in Verkehr gebracht, heißt es in der Urteilsbegründung. Das Gericht sieht die Definition für ein Fertigarzneimittel gemäß § 4 Abs. 1 AMG erfüllt, weil die Opiumtinktur „im Voraus hergestellt“ worden sei. Dabei bezieht sich das Gericht nicht auf das Abfüllen in der Apotheke, sondern auf die vorherige Herstellung des Großgebindes außerhalb der Apotheke. Das Gericht verweist auf die Rechtsprechung des Bundesverwaltungsgerichts. Demnach sei das Abpacken in die für den Verbraucher bestimmte Packung im Herstellungsprozess von untergeordneter Bedeutung. Außerdem verweist das Landgericht Hamburg auf weitere Entscheidungen, auch vom Bundesgerichtshof (BGH). Dieser hatte in seiner „Atemtest-Entscheidung“ geurteilt, dass durch das Abfüllen und die damit zusammenhängenden Schritte kein Rezepturarzneimittel hergestellt werde. In einer anderen Entscheidung hatte der BGH geurteilt, das Arzneimittel werde dort „hergestellt“, „wo der Schwerpunkt der Herstellungstätigkeit liege“.

## Handelsnamen
- Dropizol (D, A)

## Sonstiges
In der frankobelgischen Comicreihe Asterix trägt eines der Römerlager den Namen Laudanum.